# Isòtops del niobi
El niobi (Nb) natural es compon d'un isòtop estable (Nb-93). Els radioisòtops més estables són el Nb-92 amb un període de semidesintegració de 34,7 milions d'anys, el Nb-94 amb un període de semidesintegració de 20.300 anys i el Nb-91 amb un període de semidesintegració de 680 anys. També hi ha un isòmer nuclear a 31 keV amb un període de semidesintegració de s 16,13 anys. S'han sintetitzat uns altres 23 radioisòtops. La majoria d'ells amb períodes de semidesintegració menors de dues hores excepte el Nb-95 (35 dies), el Nb-96 (23,4 hores) i el Nb-90 (14,6 hores). El mode de desintegració primari abans del Nb-93 estable és la captura electrònica i el primari després és l'emissió beta amb alguna emissió de neutrons en el primer mode dels dos modes de desintegració del Nb-104, 109 i 110.
Només el Nb-95 (35 dies) i el Nb-97 (72 minuts) i els isòtops més pesant (períodes de semidesintegració de segons) són productes de fissió nuclear en quantitats significatives, ja que els altres isòtops es veuen opacs pels isòtops estables o del de vides molt llargues (Zr-93) de l'element precedent, el zirconi, de la producció via emissió beta de fragments de fissió rics en neutrons. El Nb-95 és el producte de desintegració del Zr-95 (64 dies), per això la desaparició del Nb-95 en combustible nuclear usat és més lenta del que s'esperaria del seu propi període de semidesintegració de 35 dies. Petites quantitats dels altres isòtops es poden produir com a productes directes de fissió.

Massa atòmica estàndard: 92.90638(2) u

## Taula
| Símbol del núclid | Z(p)                | N(n)                | massa isotòpica(u)  | Període de semidesintegració | Espín nuclear | Composició isotòpics representativa (fracció molar) | rang de variació natural (fracció molar) |
| Símbol del núclid | energia d'excitació | energia d'excitació | energia d'excitació | Període de semidesintegració | Espín nuclear | Composició isotòpics representativa (fracció molar) | rang de variació natural (fracció molar) |
| ----------------- | ------------------- | ------------------- | ------------------- | ---------------------------- | ------------- | --------------------------------------------------- | ---------------------------------------- |
| 81Nb              | 41                  | 40                  | 80.94903(161)#      | <44 ns                       | 3/2-#         |                                                     |                                          |
| 82Nb              | 41                  | 41                  | 81.94313(32)#       | 51(5) ms                     | 0+            |                                                     |                                          |
| 83Nb              | 41                  | 42                  | 82.93671(34)        | 4.1(3) s                     | (5/2+)        |                                                     |                                          |
| 84Nb              | 41                  | 43                  | 83.93357(32)#       | 9.8(9) s                     | 3+            |                                                     |                                          |
| 84mNb             | 338(10) keV         | 338(10) keV         | 338(10) keV         | 103(19) ns                   | (5-)          |                                                     |                                          |
| 85Nb              | 41                  | 44                  | 84.92791(24)        | 20.9(7) s                    | (9/2+)        |                                                     |                                          |
| 85mNb             | 759.0(10) keV       | 759.0(10) keV       | 759.0(10) keV       | 12(5) s                      | (1/2-)        |                                                     |                                          |
| 86Nb              | 41                  | 45                  | 85.92504(9)         | 88(1) s                      | (6+)          |                                                     |                                          |
| 86mNb             | 250(160)# keV       | 250(160)# keV       | 250(160)# keV       | 56(8) s                      | high          |                                                     |                                          |
| 87Nb              | 41                  | 46                  | 86.92036(7)         | 3.75(9) min                  | (1/2-)        |                                                     |                                          |
| 87mNb             | 3.84(14) keV        | 3.84(14) keV        | 3.84(14) keV        | 2.6(1) min                   | (9/2+)#       |                                                     |                                          |
| 88Nb              | 41                  | 47                  | 87.91833(11)        | 14.55(6) min                 | (8+)          |                                                     |                                          |
| 88mNb             | 40(140) keV         | 40(140) keV         | 40(140) keV         | 7.8(1) min                   | (4-)          |                                                     |                                          |
| 89Nb              | 41                  | 48                  | 88.913418(29)       | 2.03(7) h                    | (9/2+)        |                                                     |                                          |
| 89mNb             | 0(30)# keV          | 0(30)# keV          | 0(30)# keV          | 1.10(3) h                    | (1/2)-        |                                                     |                                          |
| 90Nb              | 41                  | 49                  | 89.911265(5)        | 14.60(5) h                   | 8+            |                                                     |                                          |
| 90m1Nb            | 122.370(22) keV     | 122.370(22) keV     | 122.370(22) keV     | 63(2) µs                     | 6+            |                                                     |                                          |
| 90m2Nb            | 124.67(25) keV      | 124.67(25) keV      | 124.67(25) keV      | 18.81(6) s                   | 4-            |                                                     |                                          |
| 90m3Nb            | 171.10(10) keV      | 171.10(10) keV      | 171.10(10) keV      | <1 µs                        | 7+            |                                                     |                                          |
| 90m4Nb            | 382.01(25) keV      | 382.01(25) keV      | 382.01(25) keV      | 6.19(8) ms                   | 1+            |                                                     |                                          |
| 90m5Nb            | 1880.21(20) keV     | 1880.21(20) keV     | 1880.21(20) keV     | 472(13) ns                   | (11-)         |                                                     |                                          |
| 91Nb              | 41                  | 50                  | 90.906996(4)        | 680(130) a                   | 9/2+          |                                                     |                                          |
| 91m1Nb            | 104.60(5) keV       | 104.60(5) keV       | 104.60(5) keV       | 60.86(22) d                  | 1/2-          |                                                     |                                          |
| 91m2Nb            | 2034.35(19) keV     | 2034.35(19) keV     | 2034.35(19) keV     | 3.76(12) µs                  | (17/2-)       |                                                     |                                          |
| 92Nb              | 41                  | 51                  | 91.907194(3)        | 3.47(24)E+7 a                | (7)+          |                                                     |                                          |
| 92m1Nb            | 135.5(4) keV        | 135.5(4) keV        | 135.5(4) keV        | 10.15(2) d                   | (2)+          |                                                     |                                          |
| 92m2Nb            | 225.7(4) keV        | 225.7(4) keV        | 225.7(4) keV        | 5.9(2) µs                    | (2)-          |                                                     |                                          |
| 92m3Nb            | 2203.3(4) keV       | 2203.3(4) keV       | 2203.3(4) keV       | 167(4) ns                    | (11-)         |                                                     |                                          |
| 93Nb              | 41                  | 52                  | 92.9063781(26)      | STABLE                       | 9/2+          | 1.0000                                              |                                          |
| 93mNb             | 30.77(2) keV        | 30.77(2) keV        | 30.77(2) keV        | 16.13(14) a                  | 1/2-          |                                                     |                                          |
| 94Nb              | 41                  | 53                  | 93.9072839(26)      | 2.03(16)E+4 a                | (6)+          |                                                     |                                          |
| 94mNb             | 40.902(12) keV      | 40.902(12) keV      | 40.902(12) keV      | 6.263(4) min                 | 3+            |                                                     |                                          |
| 95Nb              | 41                  | 54                  | 94.9068358(21)      | 34.991(6) d                  | 9/2+          |                                                     |                                          |
| 95mNb             | 235.690(20) keV     | 235.690(20) keV     | 235.690(20) keV     | 3.61(3) d                    | 1/2-          |                                                     |                                          |
| 96Nb              | 41                  | 55                  | 95.908101(4)        | 23.35(5) h                   | 6+            |                                                     |                                          |
| 97Nb              | 41                  | 56                  | 96.9080986(27)      | 72.1(7) min                  | 9/2+          |                                                     |                                          |
| 97mNb             | 743.35(3) keV       | 743.35(3) keV       | 743.35(3) keV       | 52.7(18) s                   | 1/2-          |                                                     |                                          |
| 98Nb              | 41                  | 57                  | 97.910328(6)        | 2.86(6) s                    | 1+            |                                                     |                                          |
| 98mNb             | 84(4) keV           | 84(4) keV           | 84(4) keV           | 51.3(4) min                  | (5+)          |                                                     |                                          |
| 99Nb              | 41                  | 58                  | 98.911618(14)       | 15.0(2) s                    | 9/2+          |                                                     |                                          |
| 99mNb             | 365.29(14) keV      | 365.29(14) keV      | 365.29(14) keV      | 2.6(2) min                   | 1/2-          |                                                     |                                          |
| 100Nb             | 41                  | 59                  | 99.914182(28)       | 1.5(2) s                     | 1+            |                                                     |                                          |
| 100mNb            | 470(40) keV         | 470(40) keV         | 470(40) keV         | 2.99(11) s                   | (4+,5+)       |                                                     |                                          |
| 101Nb             | 41                  | 60                  | 100.915252(20)      | 7.1(3) s                     | (5/2#)+       |                                                     |                                          |
| 102Nb             | 41                  | 61                  | 101.91804(4)        | 1.3(2) s                     | 1+            |                                                     |                                          |
| 102mNb            | 130(50) keV         | 130(50) keV         | 130(50) keV         | 4.3(4) s                     | high          |                                                     |                                          |
| 103Nb             | 41                  | 62                  | 102.91914(7)        | 1.5(2) s                     | (5/2+)        |                                                     |                                          |
| 104Nb             | 41                  | 63                  | 103.92246(11)       | 4.9(3) s                     | (1+)          |                                                     |                                          |
| 104mNb            | 220(120) keV        | 220(120) keV        | 220(120) keV        | 940(40) ms                   | high          |                                                     |                                          |
| 105Nb             | 41                  | 64                  | 104.92394(11)       | 2.95(6) s                    | (5/2+)#       |                                                     |                                          |
| 106Nb             | 41                  | 65                  | 105.92797(21)#      | 920(40) ms                   | 2+#           |                                                     |                                          |
| 107Nb             | 41                  | 66                  | 106.93031(43)#      | 300(9) ms                    | 5/2+#         |                                                     |                                          |
| 108Nb             | 41                  | 67                  | 107.93484(32)#      | 0.193(17) s                  | (2+)          |                                                     |                                          |
| 109Nb             | 41                  | 68                  | 108.93763(54)#      | 190(30) ms                   | 5/2+#         |                                                     |                                          |
| 110Nb             | 41                  | 69                  | 109.94244(54)#      | 170(20) ms                   | 2+#           |                                                     |                                          |
| 111Nb             | 41                  | 70                  | 110.94565(54)#      | 80# ms [>300 ns]             | 5/2+#         |                                                     |                                          |
| 112Nb             | 41                  | 71                  | 111.95083(75)#      | 60# ms [>300 ns]             | 2+#           |                                                     |                                          |
| 113Nb             | 41                  | 72                  | 112.95470(86)#      | 30# ms [>300 ns]             | 5/2+#         |                                                     |                                          |